# ضيفد ناحل الساق
ضيفد ناحل الساق (الاسم العلمي: Dyschoriste gracilicaulis) هو نوع من النباتات يتبع جنس الضيفد من الفصيلة الأقنتية.